# Nancy Miriam Hawley
 (mars 2020).
Pour les articles homonymes, voir Hawley.
Nancy Miriam Hawley est une activiste et féministe américaine qui a contribué à la fondation du Boston Women's Health Book Collective, l'organisation à l'origine du best-seller Our Bodies, Ourselves, un livre qui a changé la dialogue national et international sur la santé, la sexualité et le pouvoir des femmes. Elle est assistante sociale et thérapeute auprès du Cambridge Hospital de la Harvard Medical School.

## Biographie
Encouragée par sa mère qui n'a pas eu la chance de pouvoir faire d'études secondaires, Nancy Hawley devient la première de sa famille à obtenir un diplôme universitaire. Elle obtient une licence en histoire et psychologie et une maîtrise de travailleur social de l'Université du Michigan. 
En 1966, après la naissance de son premier enfant, son gynécologue lui recommande une nouvelle pilule contraceptive. Quand elle demande ce que contient le médicament, le docteur lui répond simplement qu'elle ne doit pas s'inquiéter. À l'époque, la majorité des gynécologues sont des hommes et, souvent, au lieu de s'adresser directement à leur patiente, ce sont les époux qu'ils informent. En 2004, Nancy Hawley se rappelle : « Nous n'étions pas encouragées à poser des questions mais à se fier à de prétendus experts. Ne pas avoir la parole sur notre propre santé était frustrant et exaspérant. Comme nous n'avions pas l'information dont nous avions besoin, nous avons décidé de la trouver nous-mêmes. »